# (33405) Rekhtman
1999 CW73 (asteroide 33405) é um asteroide da cintura principal. Possui uma excentricidade de 0.15646920 e uma inclinação de 3.35043º.
Este asteroide foi descoberto no dia 12 de fevereiro de 1999 por LINEAR em Socorro.